# Лебединая песня (пьеса)
«Лебеди́ная песня» — одноактная пьеса Антона Чехова, переделанная им из рассказа «Ка́лхас» (1886). Написана в январе 1887 года и напечатана несколько раз с сокращениями, что отдельно отмечалось автором. Представляет собой пример перехода эпического жанра к драме, экспериментальная форма пьесы-монолога, где герой показывает своё эпическое начало через его драматическое проявление.

## История создания
История произведения началась 10 ноября 1886 года с печати в «Петербургской газете» рассказа «Калхас» за подписью А. Чехонте. В январе 1887 года рассказ был перепечатан как драматический этюд в одном действии «Лебединая песня (Калхас)».
Как пишет сам автор 14 января 1887 года М. В. Киселевой: «Я написал пьесу в 4-х четвертушках. Играться она будет 15—20 минут. Самая маленькая драма во всем мире. Играть в ней будет известный Давыдов, служащий теперь у Корша. Печатается она в „Сезоне“, а посему всюду разойдется. Вообще маленькие вещи гораздо лучше писать, чем большие: претензий мало, а успех есть… что же еще нужно? Драму свою писал я 1 час и 5 минут».
Пьеса несколько раз издавалась в сокращенном варианте. Её первая публикация в 1887 году в разделе «Для сцены и эстрады» первого выпуска сборника «Сезон» заканчивалась словами: «Петрушка! Егорка! Кто тут есть? Боже, свеча тухнет!», — то есть не было второй половины пьесы. Об этом Чехов 5 сентября 1889 года писал издателю журнала «Артист» Фёдору Куманину: «… в „Сезон“ я дал только часть первого монолога».
В конце 1887 года текст рукописи, изготовленный для драматической цензуры ввиду готовящейся постановки в театре Корша, был расширен; одновременно роль Никиты была сокращена. Чехов добавил в текст разговорные обороты и закончил пьесу монологом из «Отелло» Шекспира: «О, если бы угодно было небу…» (Акт IV, сцена 2). При представлении рукописи на одобрение Театрально-литературного комитета для постановки на сцене императорского театра в 1888 году этот монолог был заменён на «Прости покой, прости, моё довольство…» (Акт III, сцена 3) .
Экземпляр пьесы, направленный 9 сентября 1889 года для публикации в журнале «Артист» по тексту полностью совпадает с литографированным, кроме описания Никиты Иваныча в списке действующих лиц.
«Лебединая песня» переводилась на болгарский, немецкий, польский, сербскохорватский и чешский языки ещё при жизни автора.

## Действующие лица
- Василий Васильич Светловидов — актёр, комик, старик 68 лет, исполнитель роли Калхаса в оперетте Жака Оффенбаха «Прекрасная Елена[англ.]»[4][5];
- Никита Иваныч — суфлёр, старик[1][5].

## Сюжет
Основное действие драмы, как в рассказе, так и в пьесе, разворачивается в провинциальном театре ночью. Старый комик Василий Васильич Светловидов, проснувшись один в опустевшем театре после своего бенефиса, начинает рассуждения о прожитой жизни, таланте, любви и смерти, переосмысливая прожитые годы.

## Художественные особенности
Конфликт в рассказе отличается от конфликта, представленного в пьесе: в рассказе он не выражается явно, так как переживания героя больше описываются автором, в то время как прямые высказывания главного героя связаны с его биографией в виде воспоминаний. В пьесе «Лебединая песня» повествование ведётся от лица героя, который одновременно и актёр, и режиссёр, и зритель происходящего, — его слова и являются рассказом-воспоминанием.
Еще один мотив — несбывшаяся любовь, отданная в жертву работы в театре.
Чехов применил эффект цитирования главным героем классических образцов драматургии, созданных Шекспиром («Король Лир», «Гамлет», «Отелло»), Пушкиным («Борис Годунов»), Грибоедовым («Горе от ума»). Финальный монолог герой пьесы заканчивает словами Чацкого — всё это в совокупности осложнило сюжет.
Общая тема всех цитат — нежелание исполнять чью-то волю, подчиняться: пушкинский Лжедмитрий не будет унижаться перед «гордой полячкой», Король Лир Шекспира не смирится с предательством дочерей, Отелло, ослеплённый ревностью, не терпит обмана, Чацкий не хочет примиряться с фамусовской Москвой:

Вон из Москвы! Сюда я больше не ездок.
Бегу, не оглянусь, пойду искать по свету,
Где оскорбленному есть чувству уголок!
Карету мне, карету!— 
Все эти отрывки призваны передать настроение, чувства и эмоции человека, привыкшего быть на сцене и утратившего способность выражаться простыми словами, прибегающего для этого к знакомым и проговоренным текстам ролей.
Таким образом совершён переход от мотива одиночества и приближающейся смерти героя, к подчёркнутому шутовству, показывающему желание Светловидова доказать, что он ещё жив как актёр и помнит текст ролей, что его песня не спета до конца.

## Экранизации
- «Лебединая песня» (Svanesang), фильм Габриэля Акселя (Дания, 1954).
- «Лебединая песня» (Piesn labedzia), телефильм Чеслава Шпаковича из серии «Телевизионный театр» (Польша, 1957).
- «Лебединая песня» (Zwanezang), фильм Яна Ретеля[нидерл.] (Нидерланды, 1964).
- «Лебединая песня» (El canto del cisne), фильм Габриэля Ибаньеса из сериала «Студия 3» (Испания, 1964).
- «Лебединая песня», фильм Юрия Могилевцева, в роли Светловидова — Фёдор Никитин (СССР, 1965).
- «Лебединая песня» (Joutsenlaulu), фильм Хелке Сандер[нем.] (Финляндия, 1965).
- «Лебединая песня» (Svanesang), режиссёр и исполнитель главной роли — Сверр Хансен[норв.] (Норвегия, 1966).
- «Предложение / Лебединая песня» (The Proposal/Swan Song), телефильм из серии «Нью-йоркский телевизионный театр» (США, 1967).
- «Лебединая песня» (The Swan Song), фильм Клода Вулмана, в ролях: Ричард Кили — актёр; Майкл Данн — суфлёр (США, 1972).
- «Лебединая песня», телефильм Евгения Радомысленского, в ролях: Марк Прудкин — актёр Светловидов; Евгений Тетерин — суфлёр (СССР, 1975).
- «Чеховские страницы», телефильм Николая Александровича и Евгения Радомысленского, в ролях: Марк Прудкин — актёр Светловидов, Евгений Тетерин — суфлёр (СССР, 1977).
- «Лебединая песня» (Schwanengesang), телефильм Ульриха Энгельманна, в главной роли — Рольф Людвиг (ГДР, 1982).
- «Лебединая песня» (El canto del cisne), телефильм Мануэля Агуадо из серии «Человеческий голос» (Испания, 1987).
- «Лебединая песня[англ.]», телефильм Кеннета Брана, в главной роли — Джон Гилгуд (Великобритания, 1992). Фильм номинировался на премию «Оскар» как «лучший игровой короткометражный фильм».